# Persone di nome Curtis
| Questa pagina contiene informazioni ricavate automaticamente dalle voci biografiche con l'ausilio del template Bio e di un bot. L'aggiornamento è periodico e automatico e ricostruisce completamente la pagina. Se manca una persona in questa lista, sei pregato di non aggiungerla, ma accertati piuttosto che la sua voce biografica contenga il template Bio e che i dati anagrafici siano correttamente compilati. Se il template Bio manca, inseriscilo tu stesso o, in alternativa, metti l'avviso {{tmp\|Bio}} che ne segnala la mancanza. Se i dati riportati sono sbagliati, correggi direttamente la voce biografica; le modifiche saranno visibili in questa lista entro pochi giorni. Per chiarimenti vedi il progetto antroponimi. La lista contiene solo le 91 persone che sono citate nell'enciclopedia e per le quali è stato implementato correttamente il template Bio. Pagina aggiornata al 6 mag 2025. |

Questa è una lista di persone presenti nell'enciclopedia che hanno il nome Curtis, suddivise per attività principale.

## Allenatori di calcio(1)
- Curtis Woodhouse, allenatore di calcio e ex calciatore inglese (Beverley, n. 1980)

## Artisti marziali misti(2)
- Curtis Blaydes, artista marziale misto statunitense (Naperville, n. 1991)
- Curtis Millender, artista marziale misto statunitense (Anaheim, n. 1987)

## Astronauti(1)
- Curtis Brown, ex astronauta statunitense (Elizabethtown, n. 1956)

## Attivisti(1)
- Curtis Sliwa, attivista e conduttore radiofonico statunitense (New York, n. 1954)

## Attori(1)
- Curtis Armstrong, attore statunitense (Detroit, n. 1953)

## Bobbisti(3)
- Curtis Harry, ex bobbista trinidadiano (Port of Spain, n. 1962)
- Curtis Stevens, bobbista statunitense (Lake Placid, n. 1898 - Saranac Lake, † 1979)
- Curtis Tomasevicz, bobbista statunitense (Shelby, n. 1980)

## Calciatori(9)
- Curtis Allen, calciatore nordirlandese (Belfast, n. 1988)
- Curtis Davies, ex calciatore inglese (Londra, n. 1985)
- Curtis Edwards, calciatore inglese (Middlesbrough, n. 1994)
- Curtis Fleming, ex calciatore e allenatore di calcio irlandese (Manchester, n. 1968)
- Curtis Gonzales, calciatore trinidadiano (Santa Cruz, n. 1989)
- Curtis Good, calciatore australiano (Melbourne, n. 1993)
- Curtis Jones, calciatore inglese (Liverpool, n. 2001)
- Curtis Main, calciatore inglese (South Shields, n. 1992)
- Curtis Nelson, calciatore inglese (Newcastle-under-Lyme, n. 1993)

## Cantanti(4)
- Curtis Hairston, cantante statunitense (Winston-Salem, n. 1961 - Winston-Salem, † 1996)
- Curt Kirkwood, cantante statunitense (Wichita Falls, n. 1959)
- Curtis Mayfield, cantante, chitarrista e compositore statunitense (Chicago, n. 1942 - Roswell, † 1999)
- Curtis Stigers, cantante statunitense (Boise, n. 1965)

## Cantautori(1)
- Curtis Harding, cantautore statunitense (Saginaw, n. 1979)

## Cestisti(16)
- Curtis Berry, ex cestista e allenatore di pallacanestro statunitense (Selma, n. 1959)
- Curtis Blair, ex cestista e arbitro di pallacanestro statunitense (Roanoke, n. 1970)
- Curtis Borchardt, ex cestista statunitense (Buffalo, n. 1980)
- Trey Davis, cestista statunitense (DeSoto, n. 1993)
- Curtis Jerrells, ex cestista statunitense (Austin, n. 1987)
- Curtis Kelly, ex cestista statunitense (New York, n. 1988)
- Curtis Kitchen, ex cestista statunitense (Cape Coral, n. 1964)
- Curt McMahon, cestista statunitense (Waterloo, n. 1915 - Dayton, † 1978)
- Curtis Millage, ex cestista statunitense (Los Angeles, n. 1981)
- Curtis Nwohuocha, cestista italiano (Cantù, n. 1997)
- Curtis Perry, ex cestista statunitense (Washington, n. 1948)
- Curtis Rowe, ex cestista statunitense (Bessemer, n. 1949)
- Curtis Staples, ex cestista statunitense (Roanoke, n. 1976)
- Curtis Stinson, ex cestista statunitense (New York, n. 1983)
- Curtis Sumpter, ex cestista e allenatore di pallacanestro statunitense (Brooklyn, n. 1984)
- Curtis Withers, ex cestista statunitense (Charlotte, n. 1984)

## Contrabbassisti(1)
- Curtis Counce, contrabbassista e arrangiatore statunitense (Kansas City, n. 1926 - Los Angeles, † 1963)

## Criminali(1)
- Curtis Warren, criminale inglese (Toxteth, n. 1963)

## Fisici(1)
- Curtis Callan, fisico statunitense (North Adams, n. 1942)

## Generali(1)
- Curtis LeMay, generale statunitense (Columbus, n. 1906 - March Air Reserve Base, † 1990)

## Giocatori di baseball(1)
- Curtis Granderson, ex giocatore di baseball statunitense (Blue Island, n. 1981)

## Giocatori di football americano(16)
- Curtis Bolton, giocatore di football americano statunitense (Honolulu, n. 1995)
- Curtis Brown, giocatore di football americano statunitense (Longview, n. 1988)
- Curtis Conway, ex giocatore di football americano statunitense (Los Angeles, n. 1971)
- Curtis Dickey, ex giocatore di football americano statunitense (Madisonville, n. 1956)
- Curtis Enis, ex giocatore di football americano statunitense (Union City, n. 1976)
- Curtis Fuller, ex giocatore di football americano e allenatore di football americano statunitense (Fort Worth, n. 1978)
- Curtis Greer, ex giocatore di football americano statunitense (Detroit, n. 1957)
- Tre Madden, giocatore di football americano statunitense (Aliso Viejo, n. 1993)
- Curtis Marsh, giocatore di football americano statunitense (Los Angeles, n. 1988)
- Curtis Martin, ex giocatore di football americano statunitense (Pittsburgh, n. 1973)
- Curtis McClinton, ex giocatore di football americano statunitense (Muskogee, n. 1939)
- Curtis Painter, ex giocatore di football americano statunitense (Watseka, n. 1985)
- Curtis Samuel, giocatore di football americano statunitense (Brooklyn, n. 1996)
- Curtis Slater, giocatore di football americano statunitense (Okinawa, n. 1989)
- Curt Warner, ex giocatore di football americano statunitense (Wyoming, n. 1961)
- Curtis Wilson, ex giocatore di football americano statunitense (n. 1965)

## Giornalisti(1)
- Curtis Bill Pepper, giornalista e scrittore statunitense (Huntington, n. 1917 - Todi, † 2014)

## Golfisti(1)
- Curtis Strange, golfista statunitense (Norfolk, n. 1955)

## Hockeisti su ghiaccio(5)
- Curtis Fraser, ex hockeista su ghiaccio canadese (Surrey, n. 1982)
- Curtis Glencross, ex hockeista su ghiaccio canadese (Kindersley, n. 1982)
- Curtis Joseph, ex hockeista su ghiaccio canadese (n. 1967)
- Lester Patrick, hockeista su ghiaccio e allenatore di hockey su ghiaccio canadese (Drummondville, n. 1883 - Victoria, † 1960)
- Curtis Sanford, ex hockeista su ghiaccio canadese (Owen Sound, n. 1979)

## Matematici(1)
- Curtis McMullen, matematico statunitense (Berkeley, n. 1958)

## Nuotatori(1)
- Curtis Myden, ex nuotatore canadese (Calgary, n. 1973)

## Paleontologi(1)
- Curtis William Marean, paleontologo e archeologo statunitense (Stroudsburg, n. 1960)

## Piloti automobilistici(1)
- Curtis Turner, pilota automobilistico statunitense (Floyd, n. 1924 - Punxsutawney, † 1970)

## Pistard(1)
- Curtis Harnett, ex pistard canadese (Toronto, n. 1965)

## Politici(2)
- Curt Clawson, politico statunitense (Tacoma, n. 1959)
- Curtis Dwight Wilbur, politico statunitense (Boonesboro, n. 1867 - † 1954)

## Produttori discografici(1)
- Curtis Jones, produttore discografico, cantautore e disc jockey statunitense (Chicago, n. 1968)

## Pugili(1)
- Curtis Cokes, pugile e allenatore di pugilato statunitense (Dallas, n. 1937 - Dallas, † 2020)

## Rapper(4)
- Black Milk, rapper e produttore discografico statunitense (Detroit, n. 1983)
- Grandmaster Caz, rapper e disc jockey statunitense (New York, n. 1960)
- 50 Cent, rapper, attore e imprenditore statunitense (New York, n. 1975)
- Spider Loc, rapper e attore statunitense (Compton, n. 1979)

## Registi(2)
- Curtis Bernhardt, regista, sceneggiatore e produttore cinematografico tedesco (Worms, n. 1899 - Pacific Palisades, † 1981)
- Curtis Hanson, regista, sceneggiatore e produttore cinematografico statunitense (Reno, n. 1945 - Los Angeles, † 2016)

## Sassofonisti(1)
- King Curtis, sassofonista statunitense (Fort Worth, n. 1934 - New York, † 1971)

## Schermidori(2)
- Curtis McDowald, schermidore statunitense (New York, n. 1996)
- Curtis Shears, schermidore statunitense (Omaha, n. 1901 - Bonita Springs, † 1988)

## Trombonisti(1)
- Curtis Fuller, trombonista statunitense (Detroit, n. 1934 - † 2021)

## Velocisti(1)
- Curtis Mitchell, velocista statunitense (Daytona Beach, n. 1989)

## Wrestler(4)
- Fandango, wrestler statunitense (Standish, n. 1983)
- Curt Hennig, wrestler statunitense (Robbinsdale, n. 1958 - Tampa, † 2003)
- Curtis Hughes, wrestler statunitense (Kansas City, n. 1964)
- King Curtis Iaukea, wrestler statunitense (Honolulu, n. 1937 - Honolulu, † 2010)